# Abdou Traoré
Abdoulaye Traoré (ur. 17 stycznia 1988 w Bamako) – malijski piłkarz grający na pozycji prawego pomocnika.

## Kariera klubowa
Traoré urodził się w Bamako. Karierę piłkarską rozpoczął w klubie Cercle Olympique Bamako. W 2005 roku awansował do kadry pierwszego zespołu i wtedy też zadebiutował w jego barwach w malijskiej Premiere Division. W zespole Cercle Olympique grał przez dwa lata.
W 2006 roku Traoré odszedł do francuskiego Girondins Bordeaux. W 2007 roku zaczął grać w amatorskich rezerwach tego klubu w czwartej lidze Francji. Latem 2008 przeszedł do pierwszego zespołu, prowadzonego przez Laurenta Blanca. W Ligue 1 zadebiutował 28 września 2008 roku w zremisowanym 1:1 domowym spotkaniu z AS Saint-Étienne. W sezonie 2008/2009 wystąpił w 13 meczach Bordeaux i został mistrzem Francji.
| Sezon   | Klub                    | Kraj    | Rozgrywki         | Mecze | Bramki | Rozgrywki Europy | Mecze | Bramki |
| ------- | ----------------------- | ------- | ----------------- | ----- | ------ | ---------------- | ----- | ------ |
| 2005    | Cercle Olympique Bamako | Mali    | Première Division | ?     | ?      | -                | -     | -      |
| 2006    | Cercle Olympique Bamako | Mali    | Première Division | ?     | ?      | -                | -     | -      |
| 2007/08 | Girondins Bordeaux B    | Francja | CFA               | 23    | 1      | -                | -     | -      |
| 2008/09 | Girondins Bordeaux B    | Francja | CFA               | 20    | 2      | -                | -     | -      |
| 2008/09 | Girondins Bordeaux      | Francja | Ligue 1           | 13    | 0      | -                | -     | -      |
| 2009/10 | Girondins Bordeaux      | Francja | Ligue 1           | 10    | 0      | -                | -     | -      |
| 2010/11 | OGC Nice (wyp.)         | Francja | Ligue 1           | 23    | 1      | -                | -     | -      |
| 2011/12 | Girondins Bordeaux      | Francja | Ligue 1           | 9     | 1      | -                | -     | -      |
| 2012/13 | Girondins Bordeaux      | Francja | Ligue 1           | 9     | 0      | Liga Europy UEFA | 1     | 0      |
| 2013/14 | Girondins Bordeaux      | Francja | Ligue 1           | 17    | 1      | Liga Europy UEFA | 4     | 0      |
| 2014/15 | Girondins Bordeaux      | Francja | Ligue 1           | 9     | 0      | -                | -     | -      |

Stan na: 9 grudzień 2014 r.

## Kariera reprezentacyjna
W reprezentacji Mali Traoré zadebiutował 11 lutego 2009 roku w wygranym 4:0 towarzyskim spotkaniu z Angolą. W 2010 roku został powołany do kadry na Puchar Narodów Afryki 2010.